# Dubie (Ukraina)
Dubie (ukr. Дуб'є) – wieś w rejonie złoczowskim obwodu lwowskiego na zachodzie Ukrainie.

## Historia
Pierwsze wzmianki o wsi pochodzą z 600 r.
Właściciel wsi Jan Kruszelnicki herbu Sas, podcaszy lwowski m.in. w 1772, syn sędziego ziemskiego lwowskiego Krzysztofa, w 1777 fundował cerkiew w Dubiu
W II Rzeczypospolitej miejscowość była w powiecie brodzkim województwa tarnopolskiego. Wieś liczy 680 mieszkańców, jej obszar wynosi 1,372 km².
Do 2020 w rejonie brodzkim. 